# Réginald Storms
Pour les articles homonymes, voir Storms.
Réginald Frédéric Beaufoy Storms, né le 13 septembre 1880 à Oorbeek et mort le 24 février 1948 à Bruxelles, est un tireur sportif et un joueur de tennis belge.

## Carrière
Réginald Storms participe aux Jeux olympiques de 1908 à Londres où il est médaillé d'argent à deux reprises, en pistolet libre à 50 yards individuel et par équipes. Il est également médaillé d'or du tir au pistolet à 50 mètres par équipes aux Championnats du monde de tir 1907 à Zurich et médaillé d'argent de cette même épreuve aux Championnats du monde de tir 1908 à Vienne.
Il pratique également le tennis.

## Famille
Il épouse la joueuse de tennis Marie Puissant le 19 juillet 1910 à Bruxelles.